# Greater Manchester North (circonscription du Parlement européen)
Avant l’adoption uniforme de la représentation proportionnelle en 1999, le Royaume-Uni utilisait le système uninominal à un tour pour les élections européennes en Angleterre, en Écosse et au pays de Galles. Les conscriptions du Parlement européen utilisées dans ce système étaient plus petites que les circonscriptions régionales les plus récentes et ne comptaient chacune qu'un seul membre au Parlement européen.
La circonscription de Greater Manchester North était l'une d'entre elles.

## Limites
Il se composait des circonscriptions du Parlement de Westminster de Ashton-under-Lyne, Bury and Radcliffe, Manchester Gorton, Middleton and Prestwich, Oldham East, Oldham West, Rochdale, and Stalybridge and Hyde.

## Membre du Parlement européen
| Élection                    | Élection | Portrait | Membre         | Parti        |
| --------------------------- | -------- | -------- | -------------- | ------------ |
|                             | 1979     |          | Barbara Castle | Travailliste |
| 1984 circonscription abolie |          |          |                |              |

## Résultats des élections
Les candidats élus sont indiqués en gras.
| Parti         | Parti                                  | Candidat       | Voix    | %    | ± |
| ------------- | -------------------------------------- | -------------- | ------- | ---- | - |
|               | Travailliste                           | Barbara Castle | 79,920  | 50,2 | ' |
|               | Conservateur                           | C. C. Grantham | 62,456  | 39,2 |   |
|               | Liberal                                | M. Steed       | 16,910  | 10,6 |   |
| Majorité      | Majorité                               | Majorité       | 17,464  | 11,0 |   |
| Participation | Participation                          | Participation  | 159,286 | 31,5 |   |
|               | Travailliste vainqueur (nouveau siège) |                |         |      |   |